# Lluçà
Lluçà je obec ve Španělsku v autonomním společenství Katalánsko v provincii Barcelona v comarce Osona. Žije zde 288 obyvatel.
Její jméno se objevuje již v 10. století jako Lucano, odvozenina z Lucius.

## Obecní symboly
Znak obce byl schválen roku 1997 a zobrazuje místní hrad v modré barvě na žlutém kosočtverci, po stranách jsou červené torby a nahoře je baronská koruna.

## Kulturní dědictví
- pozůstatky hradu Lluçà
- románská kaple Sant Vicente del Castillo, je doložena už roku 988, ale současná stavba pochází převážně z přestavby v 11. a 12. století
- kostel Santa Maria

## Vývoj počtu obyvatel
| Rok            | 1900 | 1930 | 1950 | 1970 | 1990 | 2000 | 2006 | 2014 |
| Počet obyvatel | 613  | 834  | 677  | 528  | 281  | 288  | 253  | 257  |